# The Love Song (pintura)
The Love Song é uma pintura a óleo realizada pelo artista estadunidense Norman Rockwell em 1926, atualmente a obra de arte está localizada no Museu de Arte de Indianápolis, Estados Unidos. Sua primeira aparição foi em dezembro de 1926 em Ladies Home Journal. A pintura retrata dois músicos idosos, tocando um dueto de flauta e clarinete, enquanto uma jovem moça interrompe seus afazeres para poder ouvir o som. O título da pintura aparece na folha de música a partir da qual os músicos tocam.

## Descrição
The Love Song retrata um dos temas comuns de Rockwell, o contraste da juventude e idade, refletido na jovem melancólica e os músicos idosos. Embora a cena principal é linear e realista como a maioria de seus trabalhos, porém, Rockwell acrescenta uma paisagem impressionista fora da janela para demonstrar a sua gama de talentos. A fascinação de Rockwell com mapas antigos pode ser vista no mapa velho que ele usa para ancorar a cena da América rural. É assinado e datado em vermelho no canto inferior direito "Norman Rockwell '26".